# Hagby, Täby kommun
Hagby är en bebyggelse och kommundel i den västra delen av Täby kommun i Stockholms län.  Den har namn efter  Hagby gård. Hagby genomkorsas i öst-västlig riktning av Norrortsleden (länsväg 265). Mellan 2015 och 2020 avgränsade SCB här en småort.
På Hagby gård bedrivs ett hästrehabiliteringscenter.
Cirka 500 meter nordväst om Hagby gård ligger en återvinningscentral, vanligen kallad Hagbytippen, som betjänar Täby och Danderyd, och drivs av Sörab.  Hagby återvinningsanläggning utgör ett arbetsplatsområde utanför tätort (kod A0150) omfattande 19 hektar där två företag har totalt mellan 50 och 100 anställda. 
I kommundelen finns en runsten, U 153, med texten:"Sven och Ulv läto resa stenarna efter Halvdan och Gunnar, sina bröder. De drogo österut... "